# Матиенко, Пётр Андреевич
Пётр Андреевич Матиенко (1915—1944) — майор Рабоче-крестьянской Красной Армии, участник Великой Отечественной войны, Герой Советского Союза (1944).

## Биография
Родился в 1915 году в селе Винницкие Хутора (ныне — Винницкий район Винницкой области Украины). После окончания семи классов школы учился в Винницком педагогическом институте. 
В 1938 году был призван на службу в Рабоче-крестьянскую Красную Армию. В том же году он окончил Одесскую военную авиационную школу лётчиков. С июня 1941 года — на фронтах Великой Отечественной войны.
К сентябрю 1943 года майор Пётр Матиенко был штурманом 270-го истребительного авиаполка 203-й истребительной авиадивизии 1-го штурмового авиакорпуса 5-й воздушной армии Степного фронта. К тому времени он совершил 259 боевых вылетов, принял участие в 41 воздушном бою, сбив 13 вражеских самолётов лично и ещё 1 — в составе группы.
Указом Президиума Верховного Совета СССР «О присвоении звания Героя Советского Союза офицерскому составу военно-воздушных сил Красной Армии» от 4 февраля 1944 года за «образцовое выполнение боевых заданий командования на фронте борьбы с немецкими захватчиками и проявленные при этом отвагу и геройство» был удостоен высокого звания Героя Советского Союза с вручением ордена Ленина и медали «Золотая Звезда» за номером 1465.
С 8 декабря 1943 года назначен командиром 516-го истребительного авиаполка 203-й истребительной авиадивизии, с 5 февраля 1944 года переименованного в 153-й гвардейский истребительный авиационный полк 12-й гвардейской истребительной авиационной дивизии. 15 октября 1944 года погиб в авиакатастрофе. Похоронен в городе Мелец в Польше.
Был также награждён двумя орденами Красного Знамени, двумя орденами Отечественной войны 1-й степени и рядом медалей.
Память
В его честь названа улица в его родном селе.